# 細田直人
細田直人（日语：細田 直人，1976年—），日本男性動畫師、人物設計師、動畫演出家、動畫導演。
以前經歷AIC、J.C.STAFF、雲雀工作室、WHITE FOX。

## 作品列表

### 電視動畫
1997年
- 大運動會（－1998年，動畫）

1998年
- 羅德斯島戰記 -英雄騎士傳-（動畫檢查、原畫）

1999年
- 課長王子（原畫）
- 平行世界物語（日语：デュアル!ぱられルンルン物語）（原畫）
- To Heart（原畫）
- 百變金剛Neo（日语：ビーストウォーズネオ 超生命体トランスフォーマー）（原畫）
- 此時此刻的我（－2000年，原畫）
- 魔術士歐菲 Revenge（－2000年，原畫）

2000年
- 幽浮寶貝（－2002年，作畫監督，原畫）
- 櫻花大戰 (TV版動畫)（原畫）
- 袖珍女侍小梅（原畫）
- 幻影死神 Boogiepop Phantom（原畫）
- 無敵王（日语：無敵王トライゼノン）（原畫）
- 闇之末裔（原畫、OP原畫）
- 第一神拳（－2002年，原畫）

2001年
- 青春草莓蛋（原畫、OP原畫）
- PROJECT ARMS（－2002年，原畫）
- 破邪巨星G彈劾凰（原畫）
- 華麗的機會（日语：チャンス〜トライアングルセッション〜）（原畫）
- HELLSING（原畫）
- 魔法戰士李維（原畫）

2002年
- 青出於藍（原畫、OP原畫）
- 笑園漫畫大王（原畫）
- 拜託了☆老師（原畫）
- Kanon (第1期)（原畫）
- 銀河戰警（－2003年，作畫監督、原畫）
- 攻殻機動隊 STAND ALONE COMPLEX（原畫）
- G-on少女騎士團（作畫監督、原畫）
- 天地無用！GXP（原畫）
- 超齡細公主（－2003年，原畫）
- HAPPY★LESSON THE TV（原畫）
- 驚爆危機！（原畫）
- 魯邦三世：EPISODE:0 初次交鋒（日语：ルパン三世 EPISODE:0 ファーストコンタクト）（原畫）

2003年
- HAPPY★LESSON ADVANCE（原畫、OP原畫）
- 一騎當千（原畫）
- 魔法使的條件（原畫）
- 高機動幻想 ～嶄新之行軍歌～（日语：ガンパレード・マーチ 〜新たなる行軍歌〜）（原畫）
- 聖槍修女（－2004年，原畫）
- 神魂合體（原畫）
- 急救超人兵團（作畫監督、原畫）
- 6/17秀逗美眉（作畫監督）
- 愛的魔法（－2004年，原畫）
- 青檸色之戰奇譚（原畫、OP原畫、ED原畫）
- R.O.D -THE TV-（－2004年，演出、作畫監督）

2004年
- 詩∽片（OP原畫、ED原畫）
- 超重神GRAVION Zwei（原畫）
- DearS（OP原畫）
- 2x2 忍傳（日语：ニニンがシノブ伝）（OP原畫）
- 花右京女侍隊 La Verite（分鏡、演出、作畫監督、原畫）
- 忘却的旋律（原畫）
- 十兵衛2 - 西伯利亞柳生的逆襲-（原畫）

2005年
- 變異體少女（原畫）
- 草莓棉花糖（OP原畫）
- 漫畫派對Revolution（原畫、OP原畫）
- SHUFFLE！（－2006年，導演、分鏡、演出、作畫監督、原畫、OP分鏡&演出&原畫、ED分鏡&演出&作畫監督）
- JINKI：EXTEND（人物設定、作畫監督）
- 創聖的亞庫艾里翁（原畫）
- 黏黏妖美少女（ED原畫）

2006年
- ARIA The NATURAL（分鏡）
- 犬神！（原畫、ED原畫）
- 魔女之刃（原畫）
- 受讚頌者（演出、作畫監督、原畫）
- 星際海盜（原畫）
- 獸王星（原畫）
- 魔法老師!?（－2007年，原畫）

2007年
- SHUFFLE！MEMORIES（導演、分鏡、演出、OP分鏡&演出、ED作畫）
- 藍蘭島漂流記（人物設定[1]、作畫監督、原畫、OP總作畫監督、第2季ED動畫）
- 精靈守護者（原畫）
- 天元突破 紅蓮螺巖（原畫）
- 天翔少女（OP原畫）
- 鬼面騎士 THE SKULL MAN（原畫）
- BAMBOO BLADE（人物設定、原畫） ※名義。
- 初音島II（ED動畫）
- PRISM ARK（配角設定）

2008年
- 南家三姊妹 ～再來一碗～（導演、分鏡、演出）
- 鶺鴒女神（原畫）
- 食靈 -零-（分鏡、演出）

2009年
- 南家三姊妹 歡迎回家（分鏡、演出、作畫監督、ED分鏡&演出&作畫）
- 花冠之淚（原畫、OP原畫&分鏡&演出）
- 加奈日記（OP分鏡&演出）
- KIDDY GiRL-AND（分鏡、演出、作畫監督）

2010年
- 笨蛋，測驗，召喚獸（分鏡）
- 科學超電磁砲（分鏡）
- 鶺鴒女神 ～Pure Engagement～（原畫）

2011年
- A頻道（ED分鏡&演出）
- 轉吧！企鵝罐（特別動畫原畫）
- 未來日記（－2012年，導演、分鏡、演出、OP分鏡&演出&原畫、ED分鏡&演出、OP2分鏡&演出&C章節原畫、ED2分鏡&演出&C章節原畫）

2012年
- 心連·情結（分鏡）

2013年
- 打工吧！魔王大人（導演、分鏡、演出、設定協力、原畫、ED原畫）
- 當不成勇者的我，只好認真找工作了。（分鏡、原畫）

2014年
- WIZARD BARRISTERS ～弁魔士賽希爾（分鏡）
- 愛絲卡&羅吉的鍊金工房 ～黃昏天空之鍊金術士～（OP分鏡&演出&原畫）
- 請問您今天要來點兔子嗎？（分鏡）
- 尋找失去的未來（導演）※名義。

2015年
- 落第騎士英雄譚（分鏡）

2016年
- 春&夏推理事件簿 ～春太與千夏的青春～（分鏡）
- 黑骸（分鏡）
- Re:從零開始的異世界生活（分鏡）
- Rewrite（分鏡）
- 小貓奇奇 毛絨絨大冒險（分鏡）

2017年
- 清戀（人物設定[2]）
- 鎖鏈戰記 ～赫克瑟塔斯之光～（分鏡）
- 十二大戰（導演、分鏡、演出）

2018年
- 極道超女（ED原畫）
- 魔法少女網站（OP分鏡&演出）

2019年
- Endro～！（OP分鏡）

2020年
- 怕痛的我，把防禦力點滿就對了（分鏡）
- 災禍真實 -ZUERST-（日语：禍つヴァールハイト）（導演、劇本統籌、編劇）

### OVA
1997年
- 妙筆小呆（日语：フォトン (OVA)）（－1999年，動畫、原畫）

2001年
- 紺碧艦隊（原畫）
- 校園外星人（原畫）

2002年
- COSPLAY症候群（原畫）

2004年
- 遙遠時空2 ～白龍之神子～（日语：遙かなる時空の中で2-白き龍の神子-）（原畫）
- Re:甜心戰士（原畫）

2010年
- 聲優初體驗！（導演）

2013年
- 未來日記 REDIAL（導演）

### 電影動畫
2000年
- 數碼寶貝大冒險02 前篇：數碼獸颶風登陸!!／後篇：超絕進化!!黃金的數碼裝甲（原畫）

2001年
- Mo～tto！小魔女DoReMi 青蛙石的秘密（原畫）

2002年
- 數碼暴龍復活對決（原畫）

2003年
- 翼神世音 多元變奏曲（原畫）

2004年
- 雲之彼端，約定的地方（原畫）

2007年
- 秒速5公分（原畫）

2011年
- 追逐繁星的孩子（原畫）

2013年
- 言葉之庭（原畫）

2018年
- 劇場版 寶可夢：我們的故事（分鏡）

### 網路動畫
2022年
- 花園裡的吸血鬼（機械設定、道具設定）

### 遊戲
2003年
- 交響曲傳奇（動畫章節原畫）

2004年
- 重生傳奇（動畫章節原畫）

2005年
- 遺跡傳奇（動畫章節原畫）

2008年
- 我們沒有羽翼 ～Prelude～（OP影片演出）

2009年
- 我們沒有羽翼（動畫導演）

### 插圖
- HAPPY★LESSON THE TV（2003年，MediaWorks刊）（插圖）

## 相關項目
- 日本動畫師列表